# Jusuf Midžić
Jusuf Zija-efendija Midžić (1866 Bihać, Bosna a Hercegovina – 30. července 1928 Bistarac, okres Tuzla, Království Srbů, Chorvatů a Slovinců) byl bosenskohercegovský islámský soudce bosňáckého původu.

## Životopis
Jeho otcem byl Šukri-efendija ze Sarajeva. Roku 1892 v bosenskohercegovské metropoli absolvoval Šarí‘atskou soudní školu, přičemž náležel k prvnímu ročníku, který toto vzdělávací zařízení dokončil. Nato působil jako justiční čekatel na šarí‘atského soudce v Sarajevu, od 1895 v Tešnji(od 1896 jako soudce s definitivou) a od 1899 v Tuzle. Od roku 1903 byl zároveň předsedou chotárské (okresní) vakufské komise, spravující majetek islámských nadací. Mezi lety 1908 a 1914 vykonával povinnosti tuzlanského muftího, jehož úřad nebyl obsazen. Od roku 1914 předsedal kurii duchovních, hodžů, která vybírala reisu-l-ulemu, nejvyššího duchovní představitele, a muftí Islámského společenství v Bosně a Hercegovině.
Roku 1918 byl přeřazen k Vrchnímu šarí‘atskému soudu v Sarajevu, kde od roku 1920 až do své smrti působil jeho předseda celého tribunálu.
Roku 1922 mu byl udělen Řád svatého Sávy IV. třídy.
Midžić se oženil s Arifou zvanou Zekija (?–1925), dcerou významného islámského duchovního Mehmeda Teufik-efendiji Azapagiće. Spolu přivedli na svět dvě dcery, Nadžiju a Sadetu, a tři syny, Seada, Nuhredina a Fuada.